# いつも君のそばに
「いつも君のそばに」（いつもきみのそばに）は、日本のロックバンドである安全地帯の楽曲。
1991年11月6日にKitty Recordsから21枚目のシングルとしてリリースされた。前作「情熱」（1990年）よりおよそ1年ぶりとなるシングルであり、作詞は松井五郎、作曲は玉置浩二、編曲は安全地帯が担当している。
優しい言葉で構成されたミディアムテンポのラブソングであり、8枚目のアルバム『安全地帯VIII〜太陽』（1991年）からの先行シングルとしてリリースされた。トヨタ自動車「カリーナ」のコマーシャルソングとして使用され、オリコンシングルチャートでは最高位16位となった。

## 音楽性と歌詞
ベスト・アルバム『ALL TIME BEST』（2017年）の楽曲解説では、本作が収録されたアルバム『安全地帯VIII〜太陽』（1991年）が1980年代の安全地帯の作品とは異なり、官能的な要素が抑制され「やや硬派でクールな仕上がりになっている」と表記し当時賛否両論となったことを指摘した上で、本作は「爽やかで、キラキラとした幸せを感じさせてくれるミディアムなラブソング」であると表記している。また本作の歌詞が「優しい言葉」で構成されタイトなリズムによる楽曲との組み合わせが「独特の雰囲気」を醸し出し、ソロ活動を経た玉置のボーカルが情熱的になったと指摘した上で、「時には寄り添うように、時には強さを与えている」と表現している。

## リリース、メディアでの使用、チャート成績
本作は1991年11月6日にKitty Recordsより8センチCDとしてリリースされた。シングル盤のジャケット写真は5人がイラストで描かれたものになっている。8枚目のアルバム『安全地帯VIII〜太陽』からの先行シングルであり、トヨタ自動車「カリーナ」のコマーシャルソングとして使用された。
本作はオリコンシングルチャートにおいて最高位16位、登場週数は7回で売り上げ枚数は9.1万枚となった。本作の売り上げ枚数は安全地帯のシングル売上ランキングにおいて13位となった。

## シングル収録曲
| 全作詞: 松井五郎、全作曲: 玉置浩二、全編曲: 安全地帯。 |                                        |          |            |      |
| #                                                      | タイトル                               | 作詞     | 作曲・編曲 | 時間 |
| 1.                                                     | 「いつも君のそばに」                   | 松井五郎 | 玉置浩二   | 5:26 |
| 2.                                                     | 「俺はどこか狂っているのかもしれない」 | 松井五郎 | 玉置浩二   | 3:06 |
| 合計時間:                                              | 合計時間:                              | 8:32     |            |      |

## リリース履歴
| No. | 日付          | レーベル      | 規格      | 規格品番  | 最高順位 | 備考 |
| --- | ------------- | ------------- | --------- | --------- | -------- | ---- |
| 1   | 1991年11月6日 | Kitty Records | 8センチCD | KTDR-2040 | 16位     |      |

## 収録アルバム
「いつも君のそばに」
- 『安全地帯VIII〜太陽』（1991年）
- 『安全地帯ベスト2 〜ひとりぼっちのエール〜』（1993年）
- 『安全地帯 テーマソングス』（1995年）
- 『TREASURE COLLECTION』（1999年）
- 『安全地帯 COMPLETE BEST』（2005年）
- 『ALL TIME BEST』（2017年）

「俺はどこか狂っているのかもしれない」
- 『安全地帯VIII〜太陽』（1991年）